# Stehaufkreisel
Ein Stehaufkreisel (auch Wendekreisel, Umkehrkreisel) ist ein Kreisel, der sich nach dem Andrehen auf einer Auflagefläche senkrecht zur Drehachse dreht und sich aufrichtet.

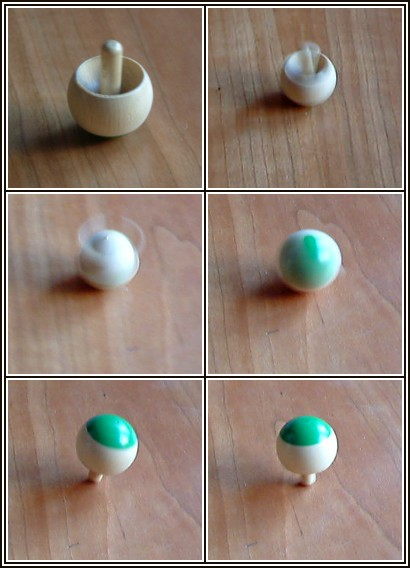
Stehaufkreisel; oben links in Ruhelage, alle weiteren Bilder nach Andrehen des Kreisels, unten rechts in stabiler Rotation

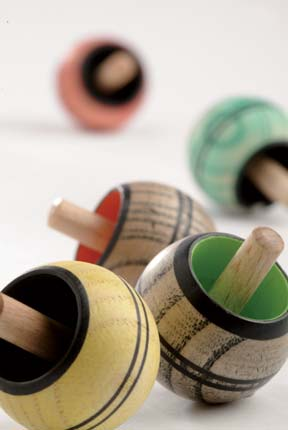
Der Umdrehkreisel ist ein physikalischer Sonderkreisel

## Funktion
Ein ruhender Stehaufkreisel verhält sich wie ein Stehaufmännchen: Der Schwerpunkt liegt tiefer als der Mittelpunkt der Krümmung der Auflagefläche. Ohne Rotation richtet sich der Kreisel unter dem Einfluss der Schwerkraft so aus, dass der Stiel nach oben zeigt.
Wird der Stehaufkreisel in Rotation versetzt, versucht die Schwerkraft, ihn wieder aufzurichten. Sie erzeugt ein Drehmoment, das den Kreisel in eine Präzessionsbewegung senkrecht zur Störung ausrichtet.
Es gibt keinen festen Punkt, um den der Kreisel rotiert. Stattdessen rollt er auf einer Kreislinie auf der Unterseite ab, Drehachse und Symmetrieachse sind versetzt. Dadurch erzeugt die Reibung des Kreisels am momentanen Drehpunkt ein weiteres Drehmoment nach unten, bestimmt durch den Abstand der beiden Achsen. Der Kreisel neigt sich stetig nach unten, bis er sich schließlich auf die andere Seite dreht.
Wieder erzeugt die Schwerkraft ein Drehmoment, diesmal in die andere Richtung. Sie versucht, den Kreisel umzuwerfen. Auch auf der Oberseite gibt es keinen festen Drehpunkt, auch wenn die Abrollfläche kleiner ist als auf der Unterseite. Das durch Reibung auf der Abrolllinie erzeugte Drehmoment wirkt in die entgegengesetzte Richtung und stabilisiert eine Drehung in einer senkrechten Position zur Auflage.
Die Drehrichtung bleibt von außerhalb des Kreisels betrachtet (im Inertialsystem) erhalten, kehrt sich also für Beobachter auf dem Kreisel um. Wegen der Anhebung des Schwerpunkts und Reibungsverlusten nimmt die Rotationsgeschwindigkeit ab.

## Erfindung
Der Stehaufkreisel wurde 1891 von Helene Sperl aus München als „Wendekreisel“ patentiert. Das Phänomen war jedoch bereits früher bekannt. Schon lange vorher hatten Kinder aus dem Amazonasgebiet mit Kreiseln aus Kalebassen gespielt, die sich auf den Kopf stellten. Das Patent lief 1892 wieder aus, da die Gebühren nicht bezahlt wurden. Der Maler Alfred Lomnitz hielt in den 1930er Jahren zwei Patente auf einen von ihm entwickelten Wendekreisel. Ein weiteres Patent stammt aus dem Jahr 1953 von Oskar Hummel aus Stuttgart.

## Patente
- Patent  DE63261: Wendekreisel. Angemeldet am 7. Oktober 1891, veröffentlicht am 12. Juli 1892, Erfinder: Helene Sperl.‌
- Patent  DE613285: Wendekreisel, insbesondere für Spielzwecke. Angemeldet am 7. Oktober 1933, veröffentlicht am 18. April 1935, Erfinder: Alfred Lomnitz.‌
- Patent  GB442452: A new spinning-top, especially for toy purposes. Angemeldet am 23. August 1934, veröffentlicht am 10. Februar 1936, Erfinder: Alfred Lomnitz.‌
- Patent  DE811096: Kreisel. Angemeldet am 2. Oktober 1948, veröffentlicht am 14. Juni 1951, Erfinder: Oscar Hummel.‌
- Patent  DE889574: Kreisel mit Antriebszapfen, der unter der Einwirkung der seinem etwa hohlkugelförmigen Körper mitgeteilten Drehbewegung seine Ausgangsstellung ändert und sich umkehrt. Angemeldet am 22. Oktober 1949, veröffentlicht am 24. Dezember 1952, Erfinder: Oskar Hummel.‌